# 八幡神社 (埼玉県杉戸町大字屏風)
八幡神社（はちまんじんじゃ）は、埼玉県北葛飾郡杉戸町の神社。

## 歴史
創建年代は不明である。ただ慶安年間（1648年 - 1652年）に屏風村が開発されたことから、その頃に創建されたものと推測される。「屏風」という地名の由来は、周囲が低地であったが、当地は比較的高台になっており、そのさまがあたかも「屏風」の様であったことから名づけられた。江戸時代の記録は1867年（慶応3年）の棟札のみで、これにより「大正院」が別当寺であったことが分かっている。大正院は本山派修験道の寺院であったが、明治初期の神仏分離により、廃寺に追い込まれた。
1874年（明治7年）、近代社格制度に基づく「村社」に列せられた。1928年（昭和3年）に社殿を改築している。

## 交通アクセス
- 路線バス宮井橋停留所より徒歩11分。